# Ogema, Minnesota
Ogema är en ort i Becker County i Minnesota. Vid 2010 års folkräkning hade Ogema 184 invånare.